# Barleria scandens
Barleria scandens är en akantusväxtart som beskrevs av I.Darbysh.. Barleria scandens ingår i släktet Barleria och familjen akantusväxter. Inga underarter finns listade i Catalogue of Life.